# Назим Кибрисі
Шейх Нази́м Кибрисі (Кіпрський), справжнє ім'я: Мегмет Назим Аділь, теж відомий під іменем Назим Аль-Гаккані (Назим Правдивий) (*23 квітня 1922, Ларнака, Кіпр — 7 травня 2014) — мусульманський релігійний діяч та святий, великий муфтій та духовний лідер суфійського ордену Золотий Ланцюг Накшбанді-Гаккані. Засновник Ісламської Верховної Ради Америки (ІВРА) США.
Народився в м. Ларнака на Кіпрі, звідси титул Кіпрський. Його родовід сягає суфійського шейха 11 століття Абдула Кадіра Ґілані та анатолійського містика Джалалуддіна Румі. Як і з батьківської так і з материнської сторони його діди були шейхами орденів Кадірі та Мевлеві.
В дитинстві молодий Назим проявляв нахил до духовності. Після закінчення школи на Кіпрі у віці 18 років, шейх Назим переїхав до Стамбулу де жили його два брати та сестра у 1940-х. Він вивчав хімічне інженерію в Стамбульському Університеті. Протягом першого року нжиття в Стамбулі він зустрів свого першого духовного наставника шейха Сулеймана Ерзурумі (пом. у 1948 р.), який був муршидом ордену Накшбанді. Його фокус на духовності посилився після раптової смерті його старшого брата. Після отримння наукового ступеня у 1944 р. він залишив Стамбул і відправився у Сирію до духовного лідера ордену Накшбанді шейха Абдуллу аль-Фаізі ад-Даґестані (1891 — † 30 вересня, 1973 р.), який посвятив його через байя (ініціацію). Духовні здібності молодого шейха Назима були очевидними і він швидко просувався шляхом духовного розвитку цього ордену суфіїв.
Згодом, шейх Абдулла Даґестані наказав йому повернутися до рідного Кіпру для духовного керівництва та присвоїв йому титул «Шайх» надаючи йому таким чином право говорити від імені ордену Накшбанді.